# Buddy Ace
Jimmie Lee Land (Waco, Texas, 11 november 1936 – Waco, Texas, 25 december 1994) was een Amerikaanse rhythm-and-blueszanger die bekend die werd onder de artiestennaam Buddy Ace.

## Loopbaan
Jimmie Land begon zijn carrière met het zingen van gospelmuziek in een groep waartoe ook Joe Tex behoorde. Begin jaren '50 werkte hij samen met blueszangers Bobby Bland en Junior Parker. In 1955 tekende hij zijn eerste platencontract bij Duke Records. In Lands contract werd opgenomen dat hij voortaan onder de naam "Buddy Ace" zou werken. Deze naam werd eerder bij Duke gebruikt door Johnny Aces overleden broer St. Clair Alexander.
Ace nam vervolgens tussen 1956 en 1969 een reeks singles op met Nothing In the World Can Hurt Me (Except You) (1966) en Hold On (To This Old Fool) (1967) als grootste hits.

## Overlijden
Buddy Ace overleed aan een hartaanval tijdens een optreden in Waco, Texas op eerste kerstdag in 1994.
- International Standard Name Identifier: 0000 0000 4669 8468
- Library of Congress Control Number: n98056497
- MusicBrainz: 64b02671-61f7-4a4e-a074-978488ea624a
- Virtual International Authority File: 48542360
- WorldCat: E39PBJvXgwcfPk34hJbkrwYVmd